# Мизин, Вячеслав Юрьевич
Вячесла́в Ю́рьевич Ми́зин (род. 22 мая 1962, Новосибирск) — российский художник, участник российской художественной арт-группы «Синие носы».

## Биография
Родился 22 мая 1962 года в Новосибирске. В 1984 году окончил архитектурный факультет Новосибирского инженерно-строительного института. В 1984—1992 гг. один из лидеров движения «бумажных архитекторов» в Новосибирске. С начала 1990-х годов занимается художественной деятельностью. В 1999 году вместе с Дмитрием Булныгиным, Максимом Зоновым и Константином Скотниковым снял видеофильм «Синие носы представляют 11 перформансов в бункере». В 2003 году вместе с Александром Шабуровым основал группу «Синие носы». Живёт и работает в Новосибирске.

## Выставки
- 2009 — Московская биеннале современного искусства
- 2009 — Как мы сделали искусство 2000-х. Фестиваль «Интерра», Новосибирск;
- 2009 — Как мы сделали искусство 2000-х. Алтайский государственный художественный музей, Барнаул;
- 2009 — Русское бедное. Пермский музей современного искусства, Пермь;
- 2008 — Голая правда (история глазами обывателей). Галерея М. Гельмана, Москва;
- 2007 — Игры разума. Галерея In Situ, Париж;
- 2007 — Голая правда / Современная история глазами обывателя. Галерея Гельмана, Москва;
- 2007 — Learning from Moscow. Дрезденская галерея, Дрезден [1];
- 2007 — Blue Noses. Galerie Volker Diehl, Берлин [2];
- 2007 — Гребаный фашизм. Галерея М. Гельмана, Москва;
- 2006 — Кухонный супрематизм. В рамках 6-й Московской фотобиеннале. Дом журналиста, Москва;
- 2006 — Случайные совпадения. Галерея Гельмана, Москва;
- 2006 — Blue Noses. Kunstverein Rosenheim, Мюнхен;
- 2006 — Blue Noses. Galeria Brito Cimino, Сан Пауло;
- 2005 — Blue Noses. Ethan Kohen Fine Arts, Нью-Йорк;
- 2005 — Blue Noses. Galerie Volker Diehl, Берлин;
- 2005 — Blue Noses. Knoll Galerie Wien, Вена;
- 2005 — Blue Noses. Галерея In Situ, Париж;
- 2005 — Blue Noses. Галерея B&D, Милан;
- 2005 — Мода на труд. Как создавать произведения искусства на общественно значимые темы. Галерея М. Гельмана, Москва;
- 2005 — Blue Noses. Kunsthallen Brandts Klaedefabrik, Оденсе;
- 2004 — Тяп-ляп-арт. Как создавать произведения искусства на отдельно взятой кухне. Галерея М. Гельмана, Москва;
- 2004 — Blue Noses. Галерея Display, Прага;
- 2004 — «Зе бест». Галерея Петра Войса, Москва;
- 2003 — «Артконституция». Выставка галереи Петра Войса в Московском музее современного искусства.
- 2003 — Разве я похож на неудачника? Государственная Третьяковская галерея, Москва;
- 2003 — Вдвоем против мафии. Галерея М. Гельмана, Москва. Далее: Галерея М. Гельмана, Киев; ** Государственный Русский музей, Санкт-Петербург;
- 2003 — Из Сибири с любовью. Арсенал, Нижний Новгород;
- 2003 — bsolut Blue Noses. Зоологический музей, Москва;
- 2002 — Вдвоем против мафии. Музей С. М. Кирова, Санкт-Петербург;
- 2002 — Современные сибирские художники. Галерея М. Гельмана, Москва;
- 2001 — Поездки за город-2. L-галерея, Москва;
- 1999 — Новые юродивые, или Патология перформанса. Зверевский центр современного искусства, Москва.
- 1998 — The Suitcase. Meinblau gallery, Берлин.
- 1998 — Галерея «Artists Spase», Берлин.
- 1997 — «Новые русские ангелы» (совм. с О. Еловым). Quai de la Gare, Париж.
- 1997 — Post-ВДНХ. Художественный музей, Екатеринбург.
- 1997 — Kunsthaus Tackeles, Берлин.
- 1996 — Центр современного искусства, Челябинск.
- 1996 — Галерея Архитектурной Академии, Екатеринбург.
- 1996 — 2-й независимый симпозиум трэш-арта «Eurocon», Екатеринбург, Новосибирск.
- 1995 — Региональная выставка в Галерее современного искусства, Омск.
- 1995 — Kunsthaus Oerlikon, Цюрих.
- 1995 — 1-й независимый симпозиум трэш-арта «Eurocon», Esher-Wiss-Platz, Цюрих.
- 1994 — Новосибирская картинная галерея, Новосибирск.
- 1994 — Алтайский областной художественный музей, Барнаул.
- 1994 — Галерея Itineraires, Париж.
- 1993 — Garderop. Центральный выставочный зал, Санкт-Петербург.
- 1992 — Арт-Миф — 92, Москва.
- 1992 — Выставка в рамках «Дней Русского Искусства», Иерусалим.
- 1991 — Выставка современного советского искусства. Манеж, Москва.
- 1990 — Галерея Linssen, Кёльн.
- 1990 — Галерея Aedes, Берлин.
- 1989 — Ecole Gallery, Брюссель.
- 1988 — Architectural Association, Лондон.
- 1988 — Выставка в рамках 1-го Международного Архитектурного Салона La Villette, Париж.
- 1985 — Выставка в рамках Всемирного Фестиваля молодежи и студентов. Центральный дом художника, Москва.